# Канареєв Володимир Григорович
Канареєв Володимир Григорович (12 (25) червня 1915, с. Софіївка (зараз м. Вільнянськ Запорізька область) — 26 листопада 1973, Пінськ) — Герой Радянського Союзу, в роки радянсько-німецької війни командир відділу 66-го окремого загону димомаскування та дегазації Дніпровської воєнної флотилії, старшина 2-ї статті.

## Біографія
Народився 12 (25) червня 1915 р. на станції «Софіївка» (зараз м. Вільнянськ Запорізької обл.) у сім'ї робітника. Отримав початкову освіту. З 1929 р. працював на заводах у селищі міського типу Червоноармійськ (зараз м. Вільнянськ).
У військово-морський флот потрапив у 1936—1938 рр. На фронті радянсько-німецької війни з 1942 р. Командир відділу 66-го окремого загону димомаскування та дегазації Дніпровської воєнної флотилії, старшина 2-ї статті, кандидат в члени ВКП (б) Канареєв В. Г. особливо відзначився в червні — липні 1944 р. у ході бойових дій флотилії на р. Прип'ять, у п'яти десантних операціях в районах Скригалово, Бельковечей, Петрикова, Дорошевичів та Пінська.
В боях за м. Пінськ під командуванням Канареєва В. Г. група десантників висадилась у районі порту та прорвалась до переправи, знищивши 7 дзотів, декілька кулеметних баз та значну кількість охорони табору військовополонених, звільнила 200 червоноармійців. Особисто знищив 2 ворожих дзоти та разом з іншими частинами відбив 27 контратак супротивника.
Указом Президії Верховної Ради СРСР від 7 березня 1945 р. за зразкове виконання бойових наказів командування на фронті боротьби з німецько-фашистським загарбником та проявлені при цьому мужність та героїзм старшині 2-ї статті Канареєву Володимиру Григоровичу присвоєно звання Героя Радянського Союзу з врученням ордену Леніна та медалі «Червона Зірка» (№ 5878).
Після війни В. Г. Канареєв продовжував службу у ВМФ. З 1968 р. — мічман в запасі. Проживав в м. Пінськ Брестської області, (Білорусь). Помер 26 листопада 1973 р.

## Нагороди
- Орден Леніна
- медаль «Червона Зірка»